# Калоян Цветков (политик)
Калоян Красимиров Цветков е български политик и адвокат. Кмет на община Вълчи дол (от 2023 г.).

## Биография
Роден през 1988 г. във Варна, Народна република България. Завършва специалност „Право“ във Варненския свободен университет. Започва работа като адвокатски сътрудник, става управител на търговски дружества и главен юрисконсулт, а по-късно е адвокат.
Калоян Цветков е професионален футболист, има мачове в А и Б група и в срещи от Купата на България. Бил е 12 пъти шампион на България по плажен футбол на клубно ниво, национален състезател по плажен футбол. Професионален съдия по футбол във Втора лига през сезон 2021/2022 г. Става собственик на две търговски дружества, той е основател и член на УС на Сдружение „Мини футболен клуб Спартак 2012“.

## Политическа дейност
На местните избори през 2023 г. той се явява като кандидат за кмет на община Вълчи дол, издигнат от местна коалиция „Свобода“ (коалиция „БСП за България“, партия „Има такъв народ“, партия „ВМРО-БНД“, коалиция „Левицата!“, партия „Величие“, партия „Консервативна България“, партия „Български земеделски народен съюз“). Получава 1335 гласа (или 30,27%) и се явява на балотаж с действащия кмет от ГЕРБ – Георги Тронков, който получава 2004 гласа (или 45,43%). На втория тур побеждава с 51,38%, срещу 47,68% за Георги Тронков, като гласувалите с „Не подкрепям никого“ са 0,94%.